# Jules-Alexis Muenier
Jules-Alexis Muenier (Lione, 29 novembre 1863 – Coulevon, 17 dicembre 1942) è stato un pittore e fotografo francese, soprannominato il piccolo maestro di Coulevon.
Entrò a 17 anni nell'atelier di Jean-Léon Gérôme all'École nationale supérieure des beaux-arts e fece amicizia col pittore Pascal Dagnan-Bouveret.
Si fece conoscere nel 1887, grazie al dipinto Le Bréviaire. La sua Leçon de catéchisme fu inserita nel Musée de Luxembourg a Parigi, nel 1891.
Nel 1893 Muenier presentò il suo Aux beaux jours a Chicago. Dipinse soprattutto soggetti di vita quotidiana, ispiranti pace e tranquillità.
Nel 1895 gli fu assegnata la Legion d'onore. Nel 1921  fu membro dell'Accademia delle belle arti.